# Солихал
Солихал (енгл. Solihull) је град у Уједињеном Краљевству у Енглеској. Према процени из 2007. у граду је живело 96.799 становника.

## Становништво
Према процени, у граду је 2008. живело 96.799 становника.
| 1981.  | 1991.  | 2001.  |
| ------ | ------ | ------ |
| 93,940 | 94,531 | 94,753 |